# Кулагин, Иван Константинович
Иван Константинович Кулагин — советский хозяйственный, государственный и политический деятель.

## Биография
Родился в 1907 году в деревне Верх-Пача Тутальской волости Томского уезда. Член КПСС с 1926 года.
С 1926 года — на хозяйственной, общественной и политической работе. В 1926—1946 гг. — на ответственных и руководящих должностях на железнодорожном транспорте Советского Союза, начальник Ташкентской железной дороги, заместитель Народного комиссара путей сообщения СССР, начальник Свердловской железной дороги, начальник военно-эксплуатационного управления 2-й Центральной группы войск. 
Делегат XVIII съезда КПСС.
Умер после 1950 года.